# Eduardo Bello
Pour les articles homonymes, voir Bello (homonymie).

a Compétitions nationales et continentales officielles uniquement.

b Matchs officiels uniquement.
Dernière mise à jour le 11 novembre 2024.
Eduardo Bello, né le 27 novembre 1995 à Córdoba (Argentine), est un joueur international argentin de rugby à XV jouant au poste de pilier droit aux Newcastle Falcons depuis 2023.
Il commence sa carrière dans son pays, à l'Atlético del Rosario, où il joue deux ans avant de rejoindre le Zebre. Après cinq ans joués en Italie, il s'engage avec les Saracens en 2022, avant de rejoindre les Newcastle Falcons un an plus tard.

## Biographie

### Carrière en club
Formé au San Martín Rugby Club, équipe de sa ville natale,, Eduardo Bello commence sa carrière à l'Atlético del Rosario en 2015. Il joue deux ans en Argentine, puis, voyant que les places en première ligne aux Jaguares étaient prises, il décide de continuer sa carrière en Europe, sur les conseils de Felipe Contepomi et Ignacio Fernández Lobbe, les entraîneurs de l'Argentine XV.
Eduardo Bello rejoint alors le Zebre, en août 2017, où il devient professionnel. Il est alors âgé de 21 ans et y remplace Guillermo Roan et Bruno Postiglioni ayant quitté l'équipe italienne.
Dès sa première saison en Italie, il s'impose dans sa nouvelle équipe comme le pilier droit titulaire. Il joue dix-huit matchs toutes compétitions confondues, dont douze titularisations. Cependant, les saisons suivantes, son temps de jeu diminue en raison des blessures.
Après plus de 80 matchs joués avec le Zebre, Eduardo Bello s'engage avec les Saracens avant le début de la saison 2022-2023,. Il n'y joue que six matchs. Cette saison, les Sarries atteignent la finale du championnat qu'ils remportent 35 à 25 face aux Sale Sharks. Bello ne participe pas à cette rencontre.
En manque de temps de jeu avec les Saracens, il quitte le club après seulement une saison et rejoint les Newcastle Falcons, où jouent cinq autres argentins : Mateo Carreras, Matías Moroni, Matías Orlando et Pedro Rubiolo. Il y signe un contrat de deux ans,.

### Carrière internationale
Eduardo Bello joue dans un premier temps avec l'équipe d'Argentine des moins de 20 ans lors du Championnat du monde junior 2015. Il y joue quatre matchs dont un en tant que titulaire.
Puis, le 28 mai 2016, il connaît sa première cape internationale avec l'Argentine contre le Chili. En parallèle, il joue de 2016 à 2017 avec l'Argentine XV, l'équipe réserve des Pumas. Avec celle-ci, Bello remporte l'Americas Rugby Championship en 2016 et termine deuxième en 2017. Il participe aussi à la Coupe des nations 2016, remportée par la Roumanie.
Le 2 octobre 2021, il connaît sa deuxième cape avec l'équipe d'Argentine, à l'occasion de la sixième et dernière journée du Rugby Championship, face à l'Australie. Il entre en jeu en début de seconde période à la place d'Enrique Pieretto mais les Argentins sont battus 17-32. L'année suivante, il est convoqué pour le Rugby Championship 2022. Il participe à quatre rencontres dans cette compétition, dont la victoire historique des siens face à la Nouvelle-Zélande. Il est ensuite sélectionné pour les tests internationaux d'automne 2022, durant lesquels il joue trois fois.
En 2023, Eduardo Bello est appelé par Michael Cheika pour le Rugby Championship. Quelques semaines plus tard, il est retenu dans le groupe argentin qui participe à la Coupe du monde.

## Statistiques en équipe nationale

### Équipe d'Argentine des moins de 20 ans
Eduardo Bello a disputé quatre matchs avec l'équipe d'Argentine des moins de 20 ans. Il a pris part à une édition du Championnat du monde junior en 2015.

### Argentine XV
Eduardo Bello compte 8 sélections avec l'Argentine XV, prenant part à deux éditions de l'Americas Rugby Championship en 2016 et 2017 et à une édition de la Coupe des nations en 2016.

### Équipe d'Argentine
Au 11 novembre 2024, Eduardo Bello compte 27 sélections en équipe d'Argentine. Il a pris part à trois éditions du Rugby Championship, en 2022, 2023 et 2024.
| Année | Compétition        | Matchs | Points | Essais |
| ----- | ------------------ | ------ | ------ | ------ |
| 2016  | Test matchs        | 1      | -      | -      |
| 2021  | Test matchs        | 2      | -      | -      |
| 2022  | Rugby Championship | 4      | -      | -      |
| 2022  | Test matchs        | 3      | -      | -      |
| 2023  | Rugby Championship | 2      | -      | -      |
| 2023  | Test matchs        | 2      | -      | -      |
| 2023  | Coupe du monde     | 7      | -      | -      |
| 2024  | Rugby Championship | 3      | -      | -      |
| 2024  | Test matchs        | 3      | 5      | 1      |
| Total | Total              | 27     | 5      | 1      |

## Palmarès

### En club
- Saracens
  - Vainqueur du Championnat d'Angleterre en 2023

### En équipe nationale
- Argentine XV
  - Vainqueur de l'Americas Rugby Championship en 2016